# Dr. Living Dead!
A Dr. Living Dead! egy svéd crossover thrash/thrash metal zenekar. Tagjai: Dr. Mania, Dr. Toxic, Dr. Rad és Dr. Slam. Volt tagok: Dr. New Drummer, Dr. Ape és Dr. Dawn.
2007-ben alakultak meg Stockholm-ban. Dalaikra nagy mértékben jellemző a humor. Híresek lettek látványos koncert-fellépéseikről is, amelyeken maszkokban lépnek fel. Fennállásuk alatt négy stúdióalbumot és két demót jelentettek meg. 2014-ben először koncerteztek hazánkban, a RockPart fesztiválon. 2015 februárjában másodszor is felléptek Magyarországon, a Dürer Kertben.
A Dr. Living Dead! fő hatásaként a Suicidal Tendencies-t, a D.R.I.-t és az Anthrax-et említi meg. Sok ember, kritikusok és a metal rajongók egyaránt, a fent említett együttesek utánzatának tartja a Dr. Living Dead-et, hangzása miatt. 

## Diszkográfia

### Stúdióalbumok
- Dr. Living Dead! (2011)
- Radioactive Intervention (2012)
- Crush the Sublime Gods (2015)
- Cosmic Conqueror (2017)

### Egyéb kiadványok
- Thrash After Death (2007, demó)
- Thrashing the Law (2008, demó)